# 舞阪町弁天島
舞阪町弁天島（まいさかちょうべんてんじま）は静岡県浜松市中央区の大字。住居表示未実施。

## 地理
浜松市中央区の南西部に位置する。町内全域が浜名湖上にある。東で舞阪町舞阪、西で湖西市新居町新居、北で村櫛町と接する。

### 湖沼
- 浜名湖

### 学区
小学校・中学校の学区は以下の通りである。
- 浜松市立舞阪小学校
- 浜松市立舞阪中学校

## 歴史

### 沿革
- 2005年（平成17年）7月1日 – 舞阪町外10市町村が浜松市に編入される。大字弁天島から舞阪町弁天島へ住所表記が変更となる。
- 2007年（平成19年）4月1日 - 浜松市が政令指定都市となる。舞阪町弁天島は西区の一部となる。
- 2024年（令和6年）1月1日 - 浜松市の行政区再編により、舞阪町弁天島は中央区の一部となる。

## 施設
- JR東海道線弁天島駅
- 東京大学大学院農学生命科学研究科附属水産実験所
- 静岡県水産技術研究所浜名湖分場　浜名湖体験学習施設ウォット
- 浜松市ふれあい交流センター陽だまり
- 舞阪弁天島郵便局
- ファミリーマート浜名湖弁天島店
- 弁天島海水浴場
- 渚園
- 弁天島海浜公園
- 静岡県立浜名湖公園
- 乙女園公園
- 弁天島公園

## 交通

### 鉄道
- JR東海道線：（豊橋・名古屋 方面 - ）弁天島（ - 浜松・静岡 方面）

### 道路
- 国道301号
- 静岡県道323号舘山寺弁天島線

## その他

### 警察
警察の管轄区域は以下の通りである。
| 番・番地等 | 警察署       | 交番・駐在所 |
| ---------- | ------------ | ------------ |
| 全域       | 浜松西警察署 | 舞阪町交番   |

### 消防
消防の管轄区域は以下の通りである。
| 番・番地等 | 消防署   | 本署/出張所 |
| ---------- | -------- | ----------- |
| 全域       | 西消防署 | 本署        |

### WEB
1. ↑  “h02_22.csv”.   総務省 (2022年2月10日). 2024年7月27日閲覧。
2. ↑  “chuouku_menseki.xlsx”.   浜松市 (2024年3月12日). 2024年7月27日閲覧。
3. ↑  “静岡県 浜松市中央区 弁天島の郵便番号 - 日本郵便”.   日本郵便. 2025年2月15日閲覧。
4. ↑  “市外局番の一覧”.   総務省 (2022年3月1日). 2024年7月27日閲覧。
5. ↑  “事業所案内及び管轄地域（事務所3件、分室3件）”.   一般社団法人静岡県自動車会議所. 2024年7月27日閲覧。
6. ↑  “住居表示実施状況／浜松市”.   浜松市 (2024年1月4日). 2024年7月27日閲覧。
7. ↑  “学校名から探す／浜松市”.   浜松市 (2024年1月1日). 2024年7月27日閲覧。
8. ↑  “舞阪町交番｜静岡県警察”.   静岡県警察 (2024年1月1日). 2024年7月27日閲覧。
9. ↑  “消防署の町別管轄「ま」／浜松市”.   浜松市 (2023年4月3日). 2024年7月27日閲覧。